# Love Is Like Oxygen
Love Is Like Oxygen är en låt av Sweet. Den släpptes som singel i januari 1978 och återfinns på albumet Level Headed.
Love Is Like Oxygen nådde Englandslistans nionde plats och plats åtta på Billboard Hot 100. Bäst gick låten i Nya Zeeland med en sjätte plats.

## Låtförteckning

### Vinylsingel
1. "Love Is Like Oxygen" – 3:45 (Andy Scott, Trevor Griffin)
2. "Cover Girl" – 3:34 (Andy Scott, Brian Connolly, Mick Tucker, Steve Priest)